# Cheirogaleus
Cheirogaleus là một chi động vật có vú trong họ Cheirogaleidae, bộ Linh trưởng. Chi này được É. Geoffroy miêu tả năm 1812. Loài điển hình của chi này là Cheirogaleus major É. Geoffroy, 1812; fixed by Elliot (1907b-548).

## Các loài
Chi này gồm các loài:
- Cheirogaleus crossleyi Grandidier, 1870
- Cheirogaleus lavasoensis Thiele, Razafimahatratra & Hapke, 2013
- Cheirogaleus major É. Geoffroy, 1812
- Cheirogaleus medius É. Geoffroy, 1812
- Cheirogaleus minusculus Groves, 2000
- Cheirogaleus sibreei (Major, 1896)

## Hình ảnh

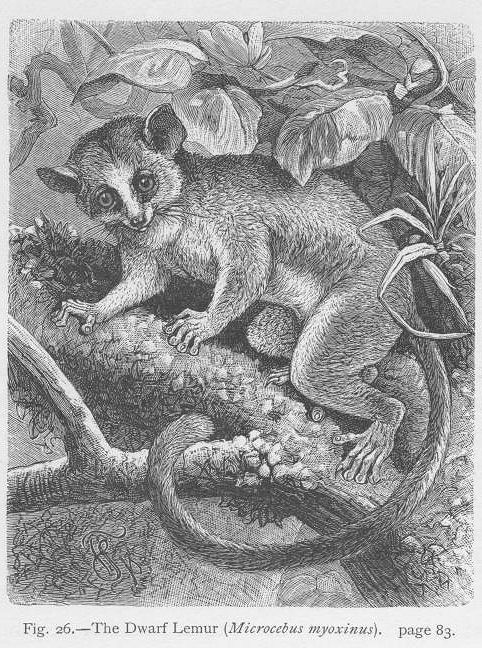
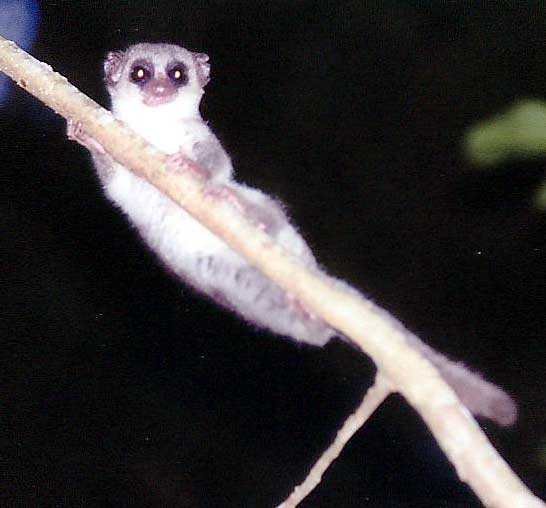